# Xian de He
Pour les articles homonymes, voir HE.
Le xian de He (和县 ; pinyin : Hé Xiàn) est un district administratif de la province de l'Anhui en Chine. Il est placé sous la juridiction de la ville-préfecture de Chaohu.

## Démographie
La population du district était de 642 036 habitants en 1999.